# Цвет молока
«Цвет молока» (норв. Ikke naken; в некоторых источниках — «Не раздевайся») — норвежский фильм-драма 2004 года.

## Сюжет
Мама девочки Сельмы умерла при её рождении. Становясь одной ногой во взрослую жизнь, Сельма и её подруги Элин и Ингун, дают клятву, что никогда не будут дружить и общаться с мальчишками. Но подруги Сельмы нарушают договор, да и сама Сельма не сможет вечно посвящать себя только науке.

## В ролях
- Юлия Крон — Сельма
- Бернхард Наглестад — Анди
- Мария Элизабет А. Хансен — Элин
- Мари Кинге — Ингун
- Густаф Скарсгард — незнакомец
- Рейдар Сёренсен — Гастон
- Ане Даль Торп — Нора
- Андрине Сетер — Аннелизе
- Ким Сёренсен — Рикард
- Силье Сторстейн — Кристенсен